# Central Nuclear Catawba

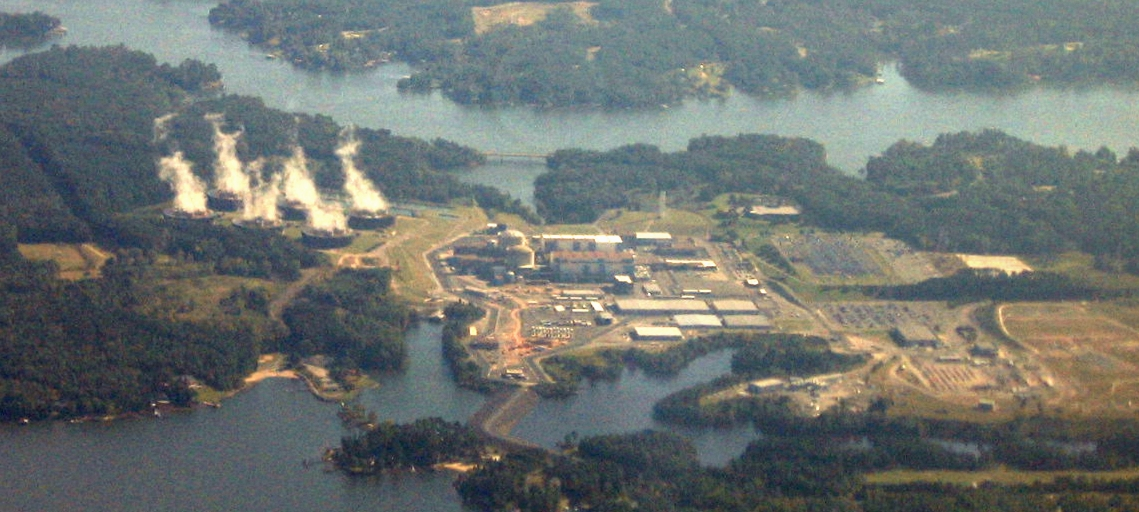
Central nuclear Catawba.

La Central Nuclear Catawba tiene dos reactores de agua a presión de Westinghouse. Catawba está situada en una península de 1,6 km² cerca de York, Carolina del Sur. 
Carolina del Sur ocupa el tercer puesto en generación de electricidad nuclear. La planta de Catawba es la mayor del Estado (a pesar de que, con tres reactores, la planta de Oconee tiene la mayor capacidad nuclear del sudeste de los Estados Unidos). 